# 馬卡道駅
馬卡道駅（マカタオえき）は台湾高雄市鼓山区厚生里と龍水里境界にある高雄捷運環状軽軌の駅。駅番号はC19。馬卡道路と華安街の交差点南側に位置する。高雄の旧称だった打狗の語源となる「Takau」を竹林の意味で用いていたマカタオ族（馬卡道族）の集落があったことに由来して、駅近辺を南北に貫く街路が馬卡道路と命名されていたことによる（馬卡道+路であり馬卡+道路ではない）。

## 歴史
投票時の候補駅名は「馬卡道」、「馬卡華安」、「華安」だった。その1つが「馬卡華安」だったことについては、馬卡道が正確な部族および街路名であり、馬卡という街路があると誤認させているとして市政府や捷運公司に抗議の声が寄せられた。
- 2017年2月9日 - 起工[3]。
- 2018年8月22日 - 駅名決定[4]。
- 2021年12月16日 - 開業[5]。

## 駅構造
相対式ホーム2面2線の地上駅。
| 地上                             |                                              |
| 緑園道                           |                                              |
| 相対式ホーム、右側のドアが開く。 |                                              |
| 外回り・上り                     | ←■環状軽軌 籬仔内・凱旋公園方面（鼓山駅）    |
| 内回り・下り                     | →■環状軽軌 台鉄美術館駅方面（台鉄美術館駅）→ |
| 相対式ホーム、右側のドアが開く。 |                                              |
| 歩道                             |                                              |

## 駅周辺
- YouBike（高雄市公共自転車（中国語版））軽軌馬卡道站
- 愛河
  - 九如大橋
- 龍水化龍宮（中国語版）

## バス路線
高雄市公車
|        | 系統       | 事業者                | 区間                         | 備考 |
| 168    | 漢程客運   | 金獅湖站 - 金獅湖站   | 駅東側の「河西華安街口」発着 |      |
| 218A/B | 港都客運   | 加昌站 - 高雄車站     | 駅西側の「九如四路」発着     |      |
| 紅25   | 漢程客運   | 左営南站 - 高雄車站   | 駅西側の「九如四路」発着     |      |
| 紅32A  | 南台湾客運 | 捷運凹子底駅→国泰市場 | 駅西側の「九如四路」発着     |      |

## 隣の駅
高雄捷運
■環状軽軌
鼓山駅 C18 - 馬卡道駅 C19 - 台鉄美術館駅 C20

### 註釈
1. ↑  駅北側を東西に横切る街路が「華安街」
2. ↑  台鉄地下化後の遊歩道